# 茂山駅
茂山駅（ムサンえき）は朝鮮民主主義人民共和国咸鏡北道茂山郡にある朝鮮民主主義人民共和国鉄道省茂山線と白茂線の駅である。

## 歴史
- 1929年11月15日：開業。